# Герард, Николай Николаевич
Никола́й Никола́евич Ге́рард (22 августа (3 сентября) 1838, Могилёвская губерния, Российская империя — 9 декабря 1929, санаторий Халила, Финляндия) — российский государственный деятель, член Государственного совета (1898), сенатор (1876), действительный тайный советник (1896).

## Биография

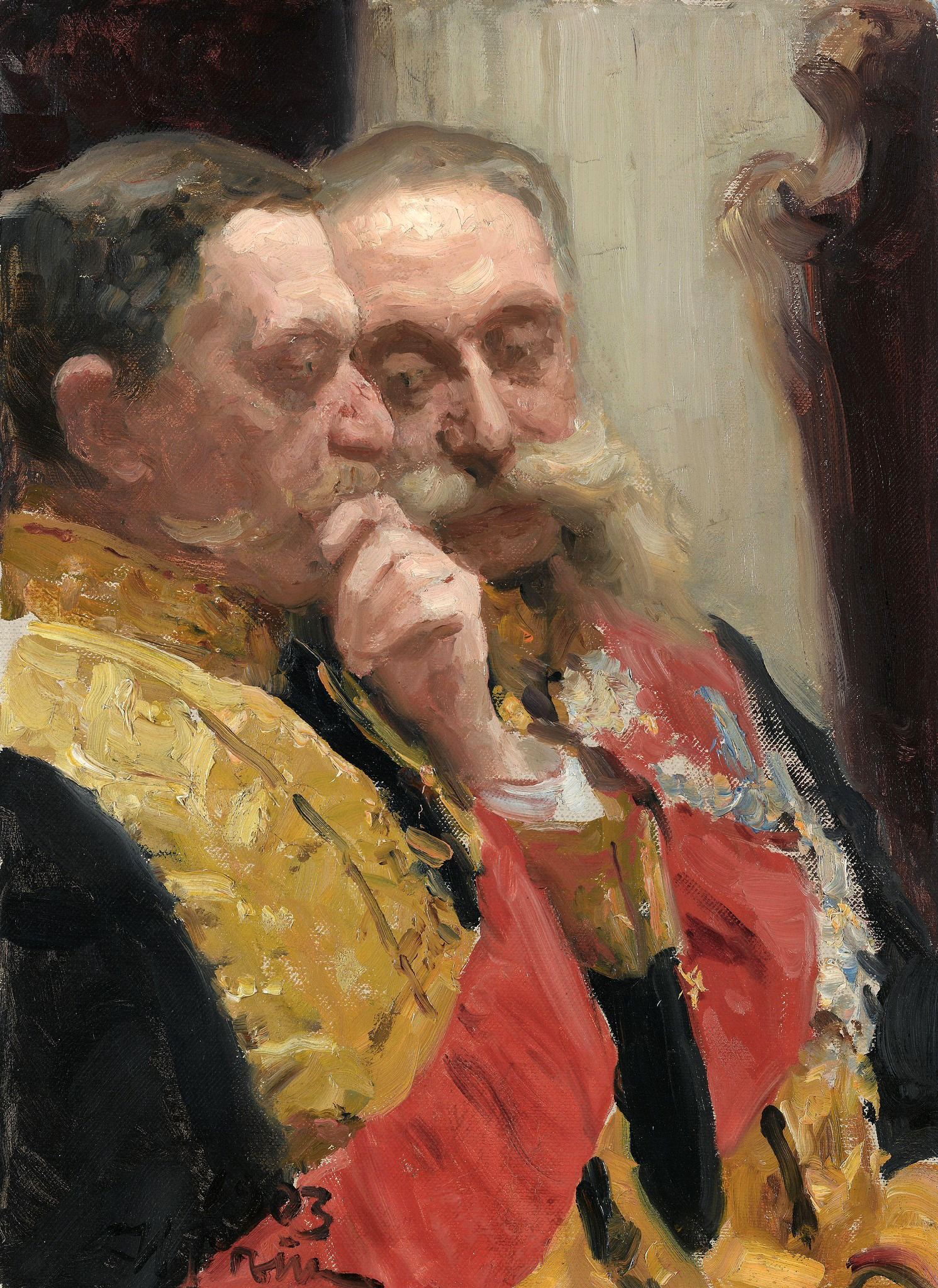
И. Е. Репин. Портрет членов Государственного совета Н. Н. Герарда и И. Л. Горемыкина. 1901 год.

Родился 22 августа (3 сентября) 1838 года в деревне Демьянки Белицкого уезда Могилевской губернии. Его братья: 
Иван (1838—26.11.1921) — директор правления общества по закладке движимого имущества; В. Н. Герард (1839—1903) — присяжный поверенный и председатель совета присяжных поверенных округа Санкт-Петербургской судебной палаты.
Вместе с братом Иваном окончил 1-ю Санкт-Петербургскую гимназию (1854) и юридический факультет Санкт-Петербургского университета (1861).
При введении в действие судебных уставов 1864 года был избран мировым судьёй в Петербурге (1867—1869) и после О. И. Квиста был председателем петербургских мировых съездов (1868—1869).
С 1874 года — обер-прокурор 4-го департамента Сената, а с 1876 года — сенатор. В 1878 году женился на Зинаиде Афанасьеве (?—1934).
С 1884 по 1886 годы — главноуправляющий Ведомством учреждений императрицы Марии (в 1883 году был товарищем главноуправляющего).
Был первоприсутствующим в Межевом (с 1894 — 3-м) департаменте Сената (1886/87—1898).
С 1897 года — член Государственного совета, с 1902 года — председатель его Департамента гражданских и духовных дел, и. д. главноуправляющего императорской канцелярии, член Особого совещания о нуждах сельскохозяйственной промышленности (1902—1905; высказался за предоставление крестьянам права свободного выхода из общины).
По рекомендации С. Ю. Витте был назначен с 9 ноября 1905 года финляндским генерал-губернатором (первый гражданский чин на этом посту). Подвергся жёсткой критике со стороны российской монархической печати за свою либеральность и «потворство сепаратистам». При нём был введён в действие новый устав Сейма 1906 года, который вводил всеобщее и равное избирательное право при выборах в Сейм. Считал, что интересы Российской империи требуют сохранения автономного статуса Великого княжества Финляндского и выступал за участие его представителей в работе Государственной думы. Выступал против применения силы для разгона мирных демонстраций, что позволило наладить доверительные отношения с финляндским Сенатом.
Был вынужден подать в отставку 2 февраля 1908 года после того, как по инициативе П. А. Столыпина его заместителем был назначен Ф. А. Зейн, ранее уволенный по настоянию Герарда с поста начальника канцелярии генерал-губернатора как сторонник политики Н. И. Бобрикова.
После революции, в результате переговоров между СССР с Финляндией, Николай Николаевич Герард (как и сменивший его на посту генерал-губернатора В. А. Бекман) смог выехать в Финляндию и поселился с женой в санатории в Халиле (с 1948 — санаторий «Сосновый Бор» на территории Полянского сельского поселения). Там он прожил до самой смерти, последовавшей 9 декабря 1929 года.

## Награды

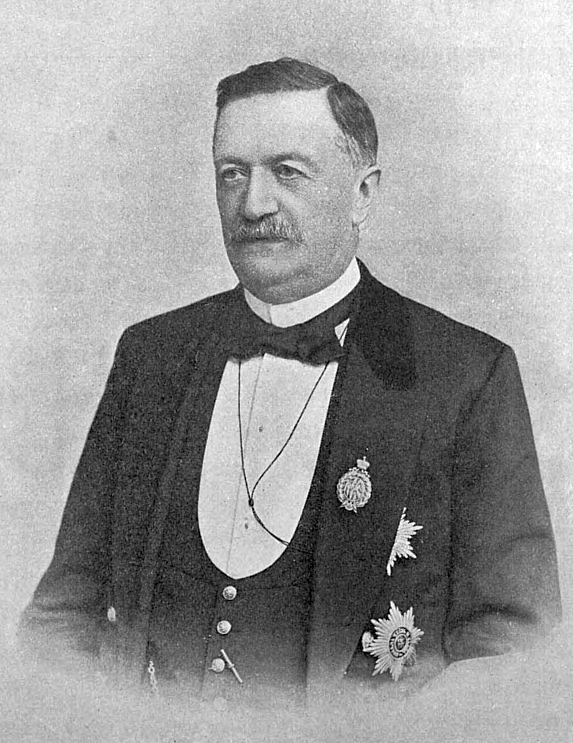
Н. Н. Герард, 1904 год.

- Орден Святого Владимира 3-й степени (01.01.1874)
- Орден Святой Анны 1-й степени (21.08.1879)
- Орден Святого Владимира 2-й степени (08.04.1884)
- Орден Белого орла (01.01.1888)
- Орден Святого Александра Невского (01.01.1892)
- Бриллиантовые знаки к ордену Святого Александра Невского (09.04.1900)
- Высочайшая благодарность (24.05.1903)
- Орден Святого Владимира 1-й степени (11.08.1904)
- Знак отличия беспорочной службы за XL лет (22.08.1905)
- Высочайшая благодарность (19.02.1911)
- Высочайший рескрипт (09.05.1912)